# ジョージア技術大学
ジョージア技術大学（ジョージアぎじゅつだいがく、グルジア語: საქართველოს ტექნიკური უნივერსიტეტი , 英語: Georgian Technical University, GTU）は、南コーカサスにあるジョージアで最大規模の公立工科大学。

## 沿革
1922年にトビリシ大学工学部として出発し、1928年にV.I.レーニン記念グルジア工学院 (英語: Georgian Politechnical Institute)として独立した後、1990年にジョージア技術大学となった。

## 教育体制
1万2000人以上の学生と約1500人の教職員を擁する。